# Лерис
Лери́с (фр. Layrisse, окс. Lairiça) — коммуна во Франции, находится в регионе Юг — Пиренеи. Департамент — Верхние Пиренеи. Входит в состав кантона Осён. Округ коммуны — Тарб.
Код INSEE коммуны — 65268.

## География
Коммуна расположена приблизительно в 660 км к югу от Парижа, в 125 км юго-западнее Тулузы, в 11 км к югу от Тарба.
Коммуна расположена в местности Бигорр.

## Климат
Климат умеренно-океанический с солнечной тёплой погодой и обильными осадками на протяжении практически всего года.

## Население
Население коммуны на 2010 год составляло 179 человек.
| 1962 | 1968 | 1975 | 1982 | 1990 | 1999 | 2010 |
| ---- | ---- | ---- | ---- | ---- | ---- | ---- |
| 90   | 105  | 98   | 111  | 140  | 150  | 179  |

## Администрация
| Период | Период | Фамилия         | Партия       | Примечания |
| ------ | ------ | --------------- | ------------ | ---------- |
| 1983   | 1995   | Мишель Баррукер | беспартийный |            |
| 1995   | 2001   | Жан-Клод Курреж | беспартийный |            |
| 2001   | 2008   | Жан-Клод Рус    | беспартийный |            |
| 2008   | 2014   | Мишель Баррукер | беспартийный |            |
| 2014   | 2020   | Венсан Маскара  |              |            |

## Экономика
В 2010 году среди 124 человек трудоспособного возраста (15-64 лет) 93 были экономически активными, 31 — неактивными (показатель активности — 75,0 %, в 1999 году было 71,3 %). Из 93 активных жителей работали 81 человек (37 мужчин и 44 женщины), безработных было 12 (3 мужчин и 9 женщин). Среди 31 неактивных 9 человек были учениками или студентами, 17 — пенсионерами, 5 были неактивными по другим причинам.

## Фотогалерея

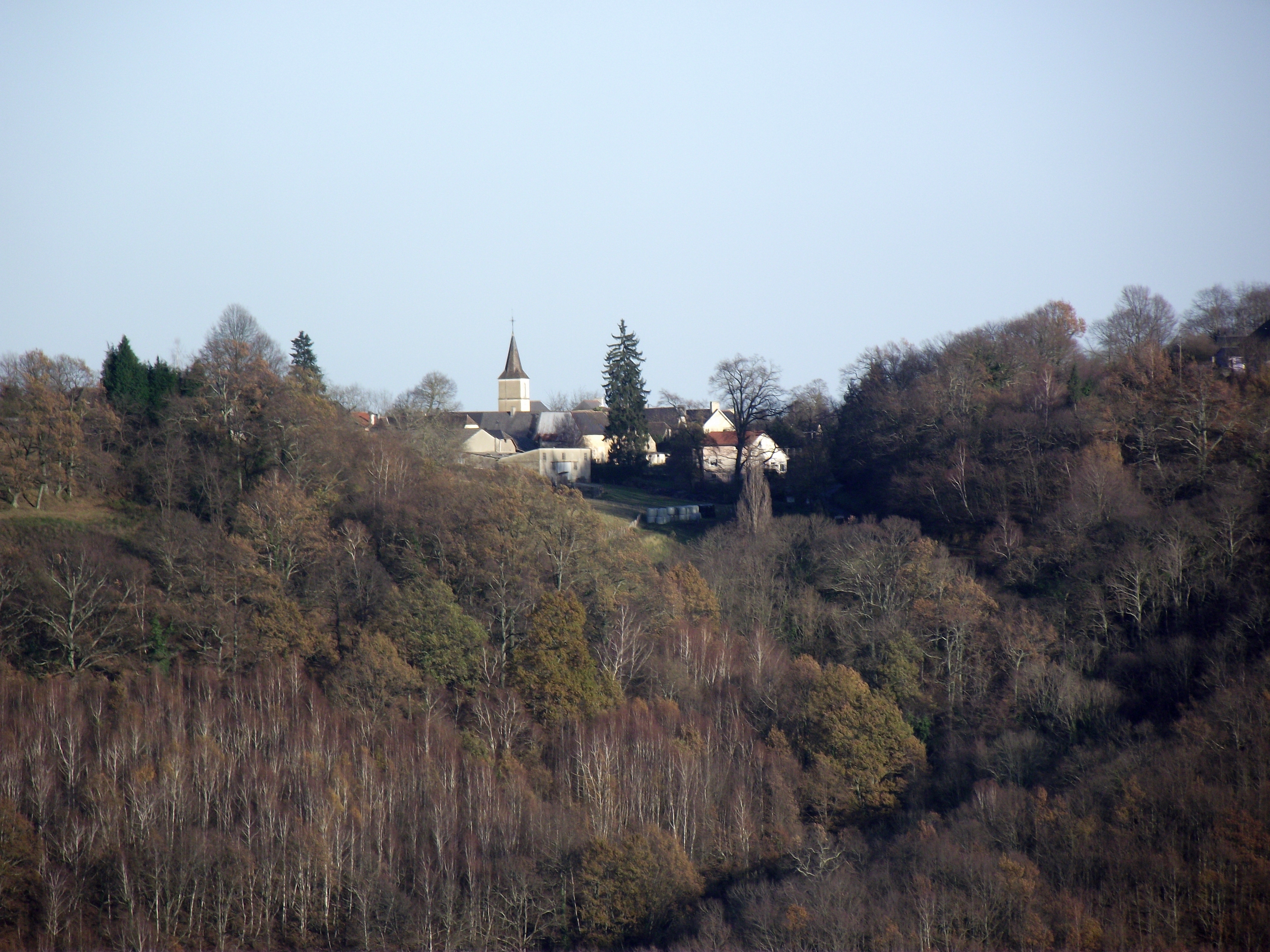
Лерис
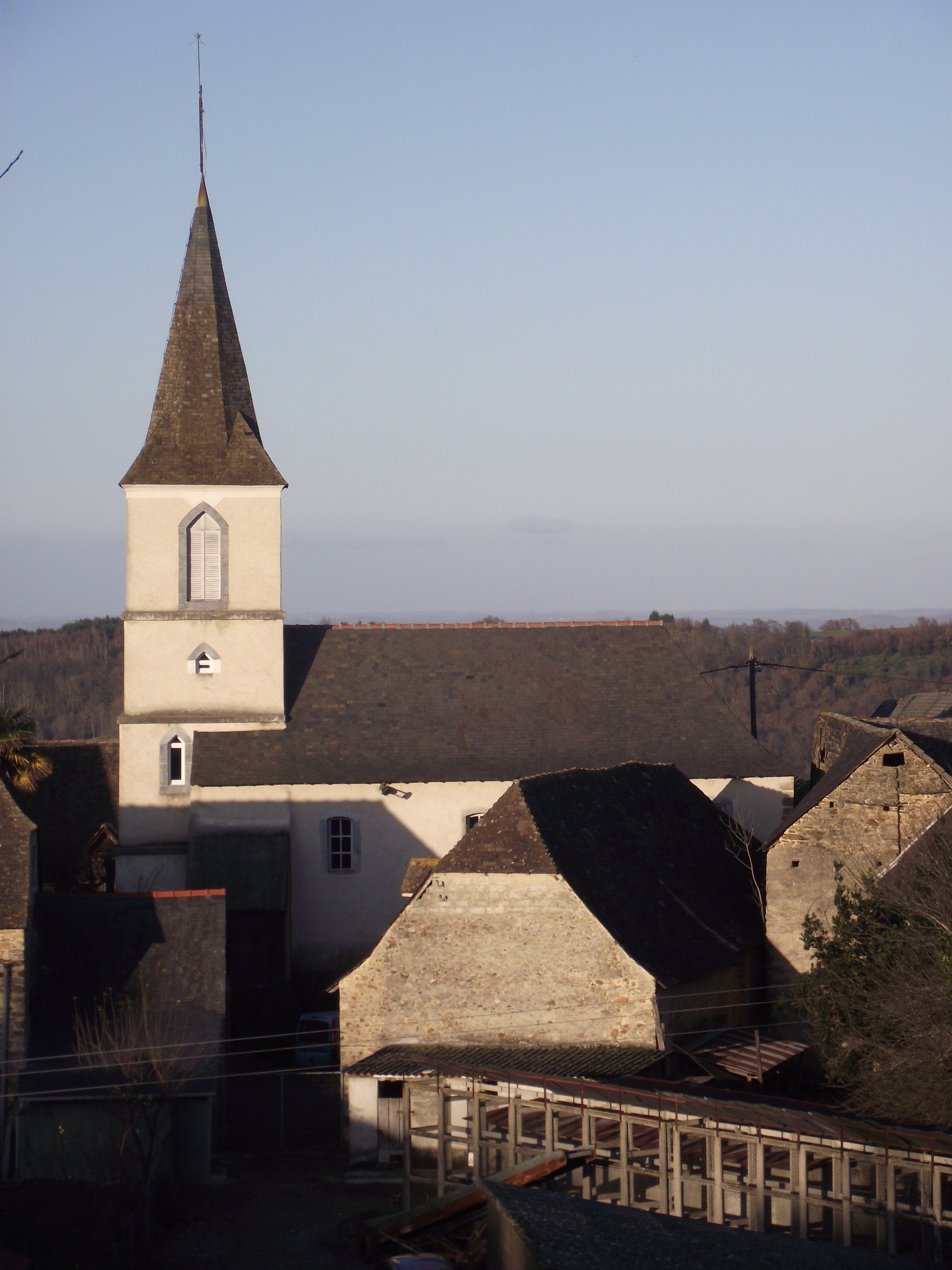
Церковь Св. Лаврентия
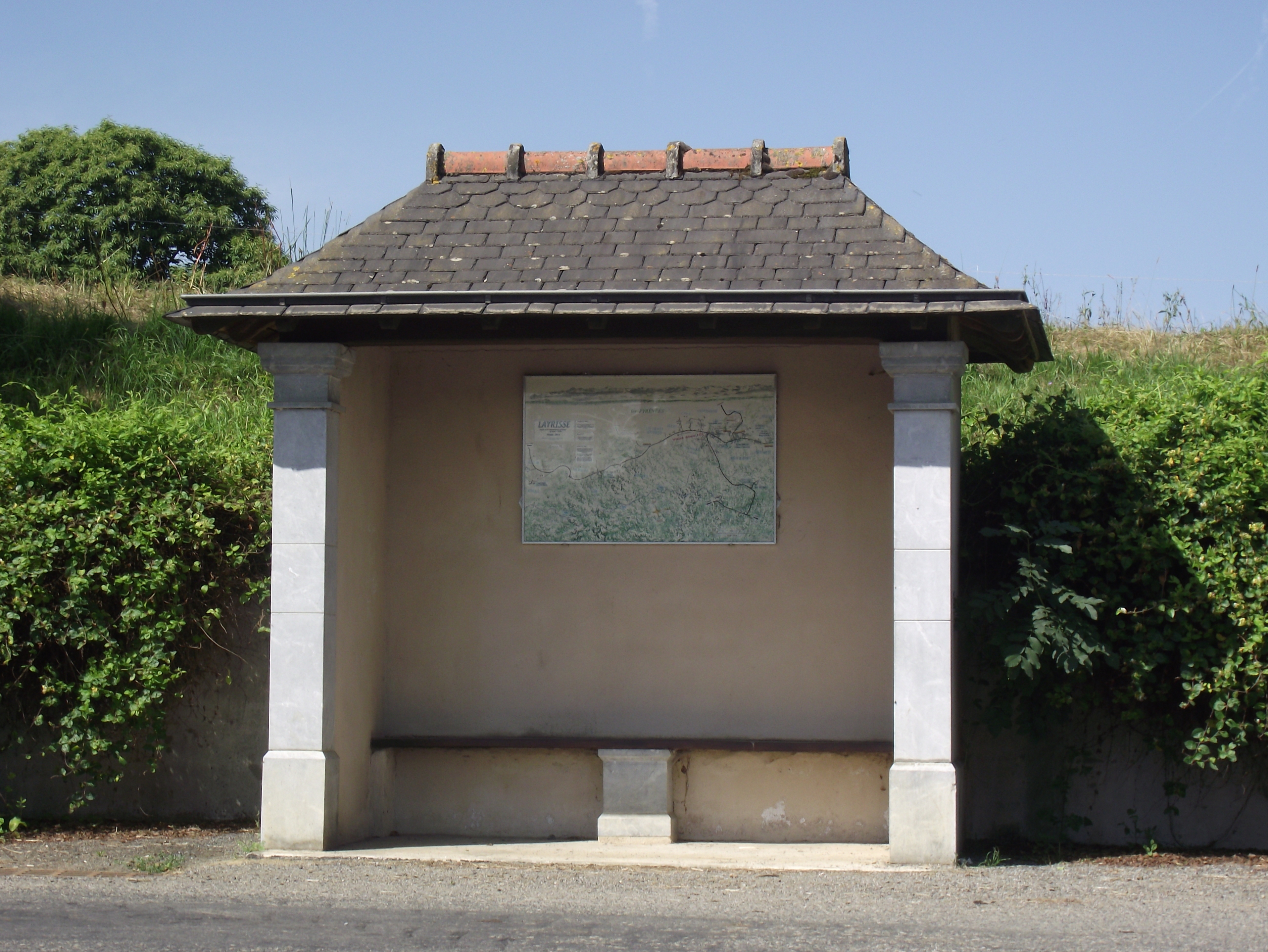
Автобусная остановка
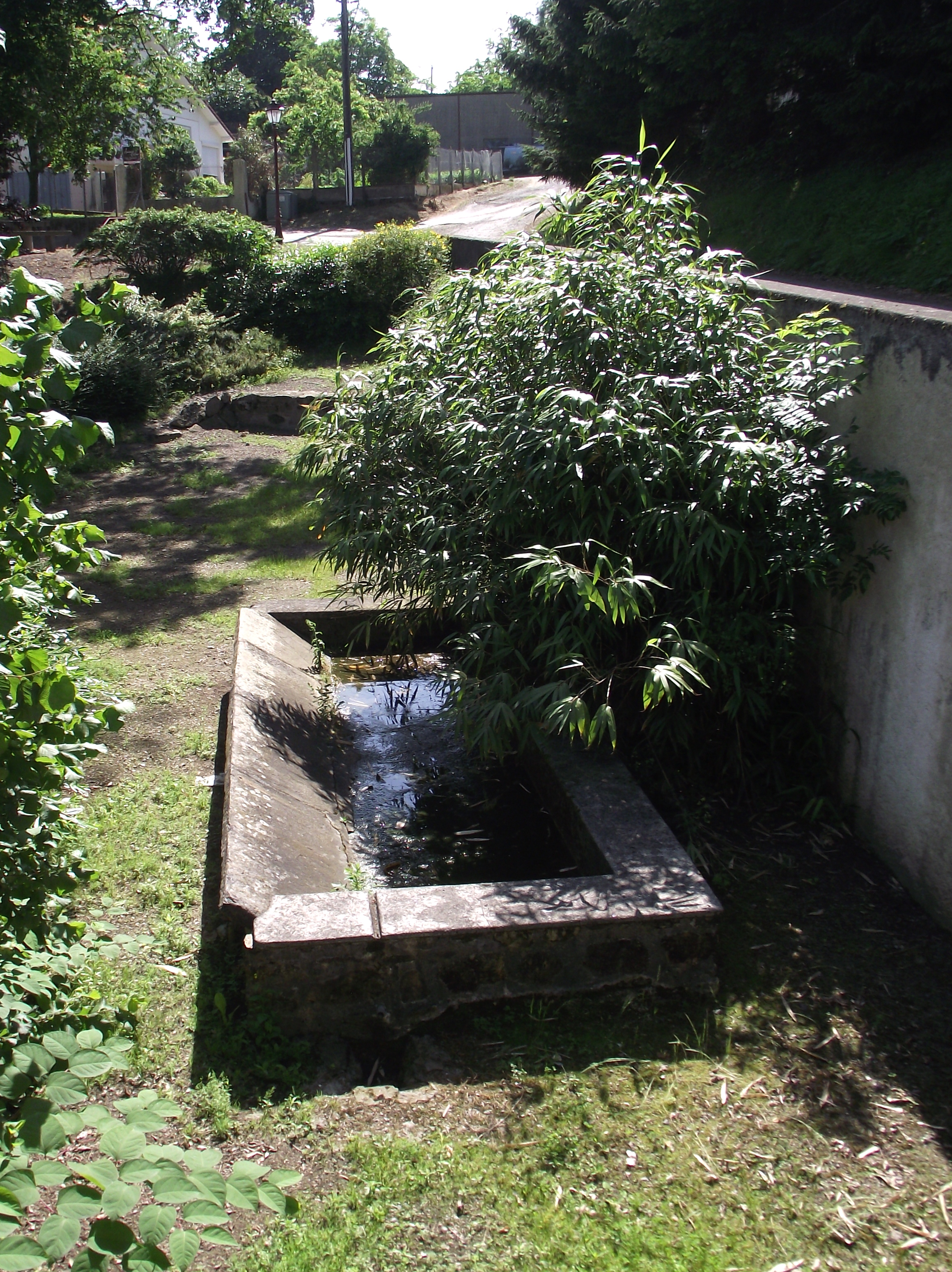
Общественная прачечная
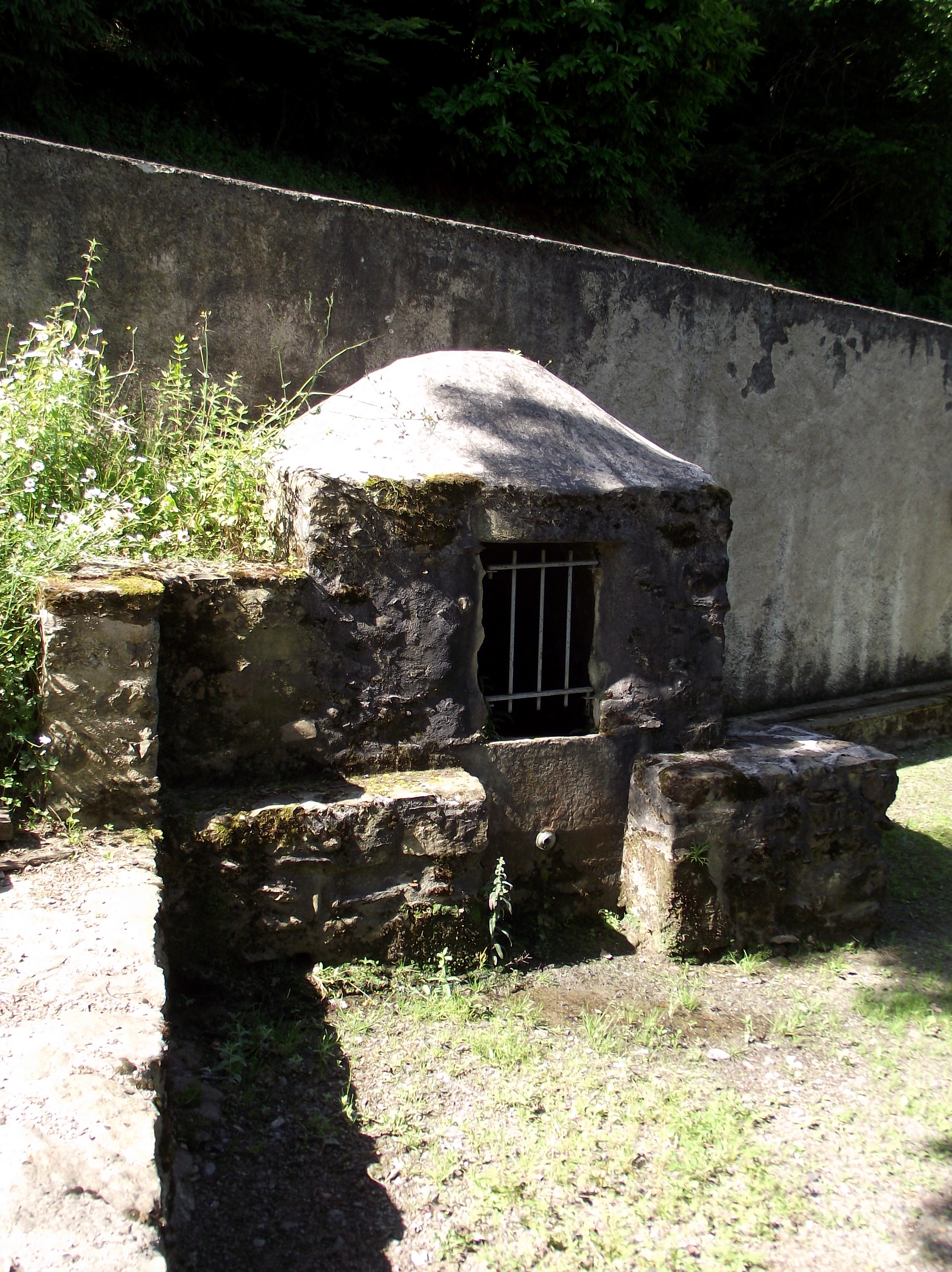
Фонтан
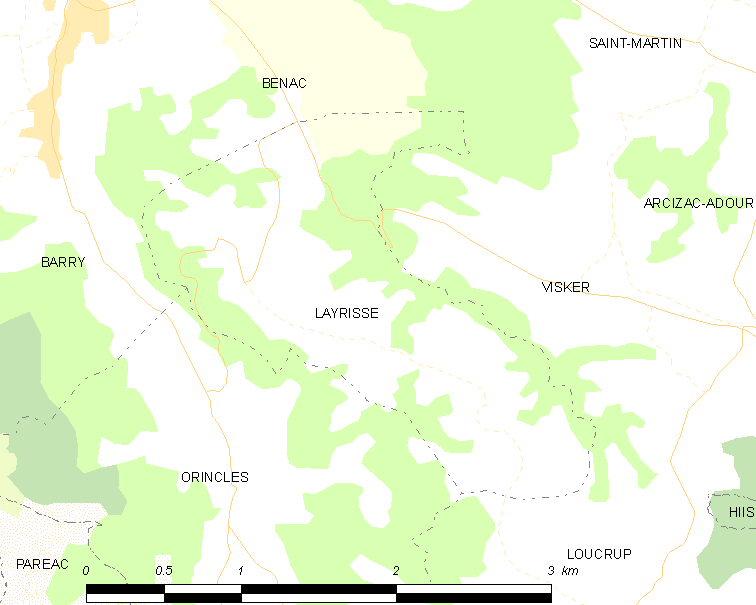
Карта коммуны